# Citavi
Citavi — программа управления библиографической информацией для Microsoft Windows, разработанная швейцарской компанией Swiss Academic Software Архивная копия от 22 ноября 2018 на Wayback Machine (Веденсвиль, Швейцария). Программа построена на программной платформе .NET.

## Версии
Прототипом системы стала программа LiteRat, разработанная Дюссельдорфским университетом имени Генриха Гейне, первая версия которой вышла в 1995 году. В 2006 году вышла новая разработанная версия под названием Citavi 2.0, а в 2010 году её третья версия. С третьей версией в программе впервые появилась англоязычная панель управления. Кроме этого, она стала размещаться в базе данных SQLite, а не как ранее в MS Access-Database-Engine. В четвёртой версии, которая вышла в 2013 году, панели управления системы стали доступны на немецком, английском, французском, итальянском, польском, португальском и испанском языках. Пятая версия — Citavi 5 — вышла в апреле 2015 года. Шестая версия вышла 20 февраля 2018 года. Основные преимущества Citavi 6 — облачные проекты и расширенные возможности совместной работы. К онлайн-сервису Citavi среди прочего относятся рассылка новостей по электронным адресам, видео- и онлайн-руководство по пользованию программой и форум-поддержки.
Citavi 6 можно использовать в трёх версиях:
- Citavi Free: бесплатная версия доступна без использования лицензионного ключа, а также применима к работе в группах. Данная версия ограничивается 100 библиографическими записями в одном проекте. Количество проектов не ограничено. Других ограничений больше не имеется.
- Citavi for Windows: платная версия для личного пользования и для пользования в небольших группах. Проекты сохраняются в качестве файла на личном компьютере или на общем сетевом диске.
- Citavi for DBServer: платная версия для групповых проектов. Проекты базируются в локальной сети интранет или на установленной на сервере Microsoft SQL облачной платформе Windows Azure (для больших и очень больших групп)[5].

Citavi работает с операционными системами Linux и OS X посредством виртуализации. Отдельная разработка для OS X была прекращена в 2011 году.

## Типы информации и работа с ними
Citavi помогает организовывать научную деятельность по нескольким направлениям: управление библиографическими записями, упорядочивание цитат и заметок, а также планирование задач.

### Библиографические записи (Knowledge Items)
- Сбор, управление и хранение источников литературы 35 возможных форматов (книг, статей, докладов, аудио- и видеозаписей и т. д.).
- Создание и сохранение поисковых запросов, ключевых слов и групп для быстрого поиска литературы.
- Поиск литературы более чем в 5000 научных онлайн-библиотек (PubMed, Web of Science и т. д.).
- Импорт списков найденной литературы из баз данных источников литературы, каталогов книжных магазинов и библиотек при помощи текстовых фильтров.
- Подписка на RSS внутри Citavi.
- Использование плагина Citavi Picker
  - для веб-браузеров (Mozilla Firefox, Internet Explorer и Google Chrome)
    - импорт данных литературных источников по ISBN и DOI в Citavi одним щелчком мыши.
    - импорт веб-страниц в Citavi-проект одним щелчком мыши в формате документа. Дополнительно возможно добавление скриншота актуального просмотра веб-страницы или целой веб-страницы.
    - содержания веб-страниц в Citavi можно сразу сохранять путём конвертирования веб-страниц в PDF-документ.

  - для Adobe Reader
    - импорт PDF-документов в Citavi одним щелчком мыши, а при наличии метаданных документа и с их использованием. Если документ имеет DOI, то поиск его библиографической информации ведётся автоматически.
- Комментирование PDF-документов напрямую в Citavi.
- Импорт метаданных библиографической информации в Citavi при помощи ISBN, PubMed и DOI.
- Для работы с источниками литературы Citavi может объединяться с текстовыми процессорами:
  - Citavi работает с Microsoft Word посредством использования подстановочных знаков, которые вставляются в текст (например, {Miller 2009 #84: 12}). При форматировании документа они автоматически добавляются к списку литературы и закрепляются в конце документа.
  - Начиная с Citavi 5 доступно расширение для Word (начиная с версии 2010), с помощью которого краткие библиографические ссылки и цитаты из Citavi могут напрямую обрабатываться в самом тексте документа без необходимости выхода программы Word. Список литературы растёт при этом автоматически с написанием текста документа. Таким образом, отпадает необходимость последующей обработки списка.
  - Интеграция с редактором LaTeX-Editor LyX при помощи Named Pipe.
  - Иные поддерживающие LaTeX-Editor текстовые редакторы: LEd, Texmaker, TeXnicCenter, TeXstudio, TeXworks, WinEdt, WinShell. Вставка цитат и адаптируемых LaTeX-команд цитирований (например,{Mueller2008}) одним щелчком мыши или сочетанием клавиш.
- Автоматическое создание библиографических списков в одном из более 11300 стилей (на 21 ноября 2020 года). Есть возможность создания собственных стилей. Кроме того, стили оформления ссылок для дополнительных журналов, могут быть составлены по запросу у издателей бесплатно. Ошибки в имеющихся стилях цитирования централизованно исправляются после сообщения о таковых и автоматически закрепляются в исправленном варианте.
- Расширенная система поиска по базе данных по десяткам критериев (год выпуска, слова из названия, данные об авторе, университет, издательство, время создания или последнего редактирования записи и др.)[9].

### Цитаты (Quotes) и Заметки (References)
- Citavi может управлять вырезками из текста и картинками из документов в качестве цитат и заметок. Достаточно выделить нужный фрагмент текста и нажать кнопку «Quote», чтобы выделенный фрагмент был помечен цветом, из него была создана цитата и прикреплена к родительской библиографической записи. Теперь, где бы ни использовалась эта цитата, она будет сопровождаться библиографической ссылкой на соответствующий источник.
- Структура работы может быть показана по главам в системе категорий. Для выстраивания собственной аргументации, цитаты и заметки в главах можно упорядочивать. Это позволяет создать структуру собственной работы перед процессом её написания.
- Цитаты из PDF-документов соединяются с документом в Citavi таким образом, чтобы с их помощью можно в любой момент вернуться к источнику в PDF-документе.
- Citavi различает шесть стилей цитирования:
  - Дословная цитата
  - Сводка — резюмирует в один абзац длинные отрезки текста
  - Цитата в качестве картинки — даёт возможность привязать картинку из источника напрямую в Citavi
  - Косвенная речь — переформулированный собственными словами отрезок текста
  - Комментарии к заметкам или к определёнными местам текста из литературы
  - Красная маркировка как ссылка, которая не содержит какой-либо текст, а только связана с определённым отрезком текста в PDF-документе
- Библиографическая ссылка в тексте и в сносках может быть связана с соответствующими записями в списке литературы[10].

### Задачи (Tasks)
- Citavi может управлять сроками выполнения задач, связанных с проектом в целом или же с отдельными библиографическими записями или заметками, что позволяет, например, следить за сроками написания работы и планировать рабочие шаги.
- Такие задачи, как «обсудить» или «проверить» могут быть напрямую привязаны к определённым местам в тексте в PDF-документах.

## Структура и организация информации

### Категории
Как и в других библиографических менеджерах вроде Zotero или Mendeley, каждая библиографическая карточка, заметка или цитата может быть отнесена к любому количеству категорий. Удобное отличие состоит в том, что в отличие от большинства аналогичных программ список категорий нагляден и доступен для редактирования, а в карточке каждого документа отображены все категории, с которыми он соотнесён. В скобках возле каждой категории показано количество документов в ней.
Дерево категорий можно создать вручную или импортировать из текстового документа (Microsoft Word или Writer) или карты данных (Concept Draw, Free Mind или Mind Manager). Начиная с версии Citavi 6 доступно создание древа категорий из структуры папок на компьютере (при установке соответствующего бесплатного плагина). Аналогично можно экспортировать систему категорий в текстовый документ.

### Теги, группы, флаги
Для более детального структурирования доступны ещё два инструмента: списки тегов и групп. Принцип работы — такой же, как с категориями, с той разницей, что ни теги, ни группы не способны образовывать древовидную структуру. Удобно, что теги можно не только вводить вручную, но и импортировать из добавляемых в базу документов.
Для дополнительной детализации используются флаги и метки разных цветов для выделения документов. Так же, как теги и группы, эти метки можно использовать для фильтрации записей и в поисковых запросах, а также, например, для ранжирования документов по степени важности или срочности.
Также все записи можно группировать по разным признакам: дате публикации или добавления в библиотеку, типу материала (статья, книга и пр.), автору и по любым другим данным — как поодиночке, так и в любых сложных комбинациях.

### Списки
В ходе работы формируются детальные и доступные для редактирования списки издательств, авторов, периодических изданий, библиотек, организаций.

## Облачные сервисы и групповая работа
С февраля 2018 года (в версии Citavi 6) стало возможным хранение баз данных на облачном сервисе Citavi — что немаловажно, с сохранением возможности локального хранения.
Добавлена и возможность групповой работы с базой данных, в предыдущих версиях доступная только при покупке более дорогой лицензии Citavi for DBServer. Подключение пользователей происходит так же, как в привычных Google Docs: владелец базы данных отправляет электронной почтой запросы потенциальным участникам, устанавливает роль для каждого, после чего приглашённые участники, войдя в программу со своим E-mail, могут присоединиться к групповой работе.

## Облака, мобильность и групповая работа
С февраля 2018 года стало возможным хранение баз данных на облачном сервисе Citavi — что немаловажно, с сохранением возможности локального хранения. Интересно, что пространство в облаке бесплатно и не ограничено, единственное — разработчик просит не создавать базы данных размером более 5 Гб (для примера, моя основная база более чем с 5000 библиографическими записями и огромным количеством заметок занимает менее 50 Мб) и не загружать PDF-файлы размером более 100 Мб. Базу данных можно в любой момент преобразовать из локальной в облачную и наоборот. Работа при отсутствии доступа к интернет тоже возможна: Citavi синхронизирует сделанные изменения, когда будет восстановлена связь с сервером.
При выборе облачной работы становится возможной групповая работа с базой данных, в предыдущих версиях доступная только при покупке более дорогой и более сложной в использовании Citavi for DBServer. Теперь же подключение пользователей происходит как в привычных Google Docs: владелец базы данных отправляет электронной почтой запросы потенциальным участникам, устанавливает полномочия для каждого, после чего приглашённые участники входят в программу со своим E-mail и могут присоединиться к групповой работе. Есть также внутренний чат для участников команды.
Наконец, в ближайшем будущем разработчики обещают запуск онлайн-версии Citavi и мобильных приложений для Android и iOS.

## Совместимость

### Импорт и экспорт
Данные Citavi могут быть экспортированы в другие системы управления библиографической информацией, а также экспортированы из других программ — непосредственно (например, из EndNote или BibTeX и др.) или через RIS-файл (например, из Mendeley, ProCite, Reference Manager, RefMe, RefWorks, Zotero и др.).

### LaTeX
Для пользователей LaTeX Citavi предлагает следующие функции:
- Автоматическое составление BibTeX- ключей для сохранённых в Citavi наименований источников (основывается на конфигурированном шаблоне).
- Несколько конфигурируемых фильтров BibTeX- и Biblatex-Export: Citavi сканирует LaTeX документ и экспортирует на основе BibTeX-ключа соответствующее наименование источника Citavi в документ BibTeX. Этот BibTeX-документ может быть использован LaTeX/BibTeX для форматирования текста. За формат списка литературы и ссылок в тексте отвечает стиль цитирования LaTeX, заданный в текстовом документе, а не Citavi.
- Цитаты могут быть добавлены из Citavi в LaTeX-Notation или в UTF8 напрямую в текстовый редактор TeX-Editor.

## Распространение
Citavi используют по всему миру в университетах, исследовательских учреждениях, на фирмах и в государственных структурах. В первую очередь программа широко распространена в таких странах как Германия, Австрия и Швейцария. Лицензии приобретены более чем 250 высшими учебными заведениями и исследовательскими учреждениями, среди которых все высшие учебные учреждения Баварии и Баден-Вюртемберг.
На русский язык программа не переведена. Тем не менее, библиография может быть оформлена согласно ГОСТу благодаря специальному стилю